# Adolphe Bernard (Maler)

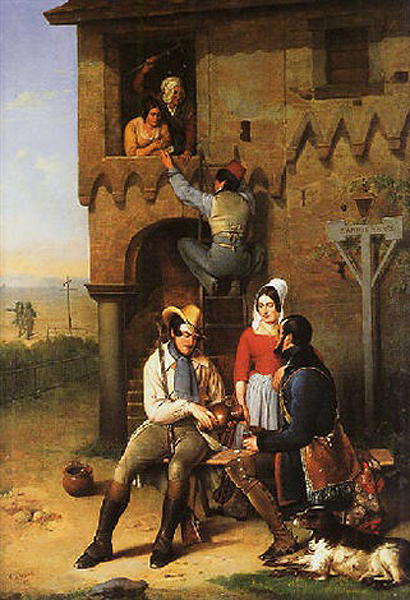
Flirt am Stadttor

Adolphe Bernard (* 7. September 1812 in Gent; † 7. März 1890 ebenda) war ein belgischer Genremaler und Glasmaler.
Von 1829 bis 1832 studierte er an der Königlichen Akademie der Schönen Künste Gent bei Jan Baptist Lodewyck Maes und Pieter Van Hanselaere. Nach dem Studium ging er nach Rom, wo er 1835 einen großen Preis an der Accademia di San Luca gewann. 1838 kam er zurück nach Gent und blieb dort lebenslang. Seitdem nahm er regelmäßig an Kunstsalons teil.